# جيورجيوس غاليتسيوس
جيورجيوس غاليتسيوس (باليونانية: Γιώργος Γκαλίτσιος)‏ (6 يوليو 1986 لاريسا اليونان - ) هو لاعب كرة قدم يوناني، يلعب كمدافع.

## روابط خارجية
- جيورجيوس غاليتسيوس على موقع الاتحاد الأوربي (الإنجليزية)
- جيورجيوس غاليتسيوس على موقع قاعدة بيانات كرة القدم.إي يو (الإنجليزية)
- جيورجيوس غاليتسيوس على موقع Soccerway.com (الإنجليزية)